# لويس ماتا ماتا
لويس ماتا ماتا (6 يوليو 1997 ببورتو في البرتغال - ) هو لاعب كرة قدم برتغالي في مركز الدفاع. لعب مع نادي بورتو.

## وصلات خارجية
- لويس ماتا ماتا على موقع قاعدة بيانات كرة القدم.إي يو (الإنجليزية)
- لويس ماتا ماتا على موقع Soccerway.com (الإنجليزية)